# Вахруши (Сунский район)
Вахруши — деревня в Сунском районе Кировской области в составе Кокуйского сельского поселения.

## География
Находится на расстоянии примерно 1 километра по прямой на юг от районного центра поселка Суна.

## История
Известна была с 1678 года как починок над ключом Горюйской с 2 дворами, в 1764 году учтено в починке 82 жителя. Принадлежали крестьяне большей частью Успенскому Трифонову монастырю. В 1873 году здесь (уже деревня над ключом Горюйским или Вахруши) учтено дворов 14 и жителей 107, в 1905 23 и 133, в 1926 28 и 140, в 1950 24 и 106.

## Население
Постоянное население составляло 34 человека (русские 97 %) в 2002 году, 39 в 2010.